# Piotr Kretchetnikov
Piotr Nikititch Kretchetnikov (en polonais, Piotr Nikitycz Kreczetnikow, en russe, Петр Никитич Кречетников) né en 1727 et décédé aux environs de 1800, est un général-major russe commandant du corps d'intervention contre la Confédération de Bar. Il est le frère du général russe Michaił Nikitycz Kreczetnikow. 

## Biographie
En 1764, il est nommé colonel. En 1769, il entre dans l'armée impériale russe à la tête des troupes belligérantes des armées de l'insurrection polonaise. Commandant il est accusé de nombreux abus, et de confiscation des biens des membres actifs appartenant à la confédération de Bar.
Il est aussi accusé de malversations financières dans le ravitaillement des troupes et, en 1771 il sera limogé. Entre 1771-1775 il est gouverneur de la ville d'Astrakhan (Russie).